# Lista de filmes com temática LGBT de 1960
Esta é uma lista de filmes que contém personagens e/ou temática lésbica, gay, bissexual, ou transgênera lançados em 1960.
| Título                    | Direção           | País           | Gênero            | Elenco                                                                                        | Anotações |
| ------------------------- | ----------------- | -------------- | ----------------- | --------------------------------------------------------------------------------------------- | --- |
| Bahia de Todos os Santos  | Trigueirinho Neto | Brasil         | Drama             | Jurandir Pimentel, Lola Brah, Araçary Oliveira, Geraldo Del Rey, Antonio Sampaio              | Primeiro filme brasileiro a ter um personagem homossexual desenvolvido na trama                                            |
| Les Bonnes Femmes         | Claude Chabrol    | França         | Drama, Romance    | Bernadette Lafont, Clotilde Joano, Stephane Audran, Mario David, Lucile Saint-Simon           | trad. Entre Amigas Quatro mulheres tentam encontrar amor em suas vidas                                                     |
| Boulevard                 | Julien Duvivier   | França         | Comédia, Drama    | Jean-Pierre Léaud, Magali Noël, Pierre Mondy                                                  | [ 3 ] |
| Carry On Constable        | Gerald Thomas     | Reino Unido    | Comédia           | Sid James, Eric Barker, Kenneth Connor, Charles Hawtrey, Leslie Phillips, Shirley Eaton,      | [ 4 ] |
| I dolci inganni           | Alberto Lattuada  | Itália         | Drama, Romance    | Christian Marquand, Catherine Spaak, Jean Sorel, Milly, Patrizia Bini, Juanita Faust          | trad. Amantes e Adolescentes Uma adolescente romana observa os comportamentos de casais                                    |
| Et mourir de plaisir      | Roger Vadim       | França, Itália | Terror, Romance   | Mel Ferrer, Elsa Martinelli, Annette Vadim, Marc Allégret                                     | Baseado no livro Carmilla, de Sheridan Le Fanu                                                                             |
| The League of Gentlemen   | Basil Dearden     | Reino Unido    | Comédia, Crime    | Jack Hawkins, Nigel Patrick, Roger Livesey, Bryan Forbes, Richard Attenborough                | [ 6 ] |
| Oscar Wilde               | Gregory Ratoff    | Reino Unido    | Biografia, Drama  | Robert Morley, Ralph Richardson, Phyllis Calvert, John Neville, Alexander Knox, Martin Benson | Baseado na vida do escritor Oscar Wilde                                                                                    |
| Plein soleil              | René Clément      | França         | Drama             | Alain Delon, Marie Laforêt, Maurice Ronet                                                     | Baseado no livro O talentoso Mr. Ripley de Patricia Highsmith                                                              |
| Rocco e Seus Irmãos       | Luchino Visconti  | Itália         | Drama             | Alain Delon, Renato Salvatori, Annie Girardot                                                 | [ 8 ] |
| Spartacus                 | Stanley Kubrick   | EUA            | Histórico, Ação   | Kirk Douglas, Laurence Olivier, Peter Ustinov, John Gavin, Jean Simmons, Charles Laughton     | Subtexto homoerótico |
| The Trials of Oscar Wilde | Ken Hughes        | Reino Unido    | Biográfico, Drama | Peter Finch, Yvonne Mitchell, James Mason, Nigel Patrick, Lionel Jeffries, John Fraser        | Também conhecido como The Man with the Green Carnation e The Green Carnation Sobre a difamação e julgamento de Oscar Wilde |